# Ulf Eriksson (arbitro)
Ulf Helmer Johan Eriksson, detto Utta (Sollefteå, 26 maggio 1942), è un ex arbitro di calcio svedese.

## Carriera
Eriksson iniziò la sua carriera sportiva nell'hockey su ghiaccio, prima come difensore e poi come allenatore del Kramfors IF in seconda divisione. Frequentò il corso di arbitro di calcio nel 1968, e dopo una rapida carriera nel 1973 fece il suo esordio nell'Allsvenskan. Nel 1974 venne nominato arbitro internazionale, e fu selezionato per la Coppa del Mondo FIFA del 1978 in Argentina dove diresse due partite nella fase ai gironi. Ha inoltre diretto la gara di ritorno della Supercoppa UEFA 1977 e ha partecipato come arbitro alle Olimpiadi di Mosca 1980 dove diresse una delle semifinali.
Ha diretto un totale di oltre 1.500 partite durante la sua carriera arbitrale, di cui 175 internazionali e 185 nella massima serie svedese.